# Felipe França
Felipe Alves França da Silva, noto semplicemente come Felipe França (Suzano, 14 maggio 1987), è un nuotatore brasiliano specializzato nella rana.

## Palmarès
- Mondiali

Roma 2009: argento nei 50m rana.
Shanghai 2011: oro nei 50m rana.
- Mondiali in vasca corta

Dubai 2010: oro nei 50m rana, bronzo nei 100m rana e nella 4x100m misti.
Doha 2014: oro nei 50m rana, nei 100m rana, nella 4x50m misti, nella 4x100m misti e nella 4x50 misti mista.
- Giochi PanPacifici

Irvine 2010: oro nei 50m rana.
Gold Coast 2014: argento nei 100m rana.
- Giochi panamericani

Guadalajara 2011: oro nei 100m rana e nella 4x100m misti.
Toronto 2015: oro nei 100m rana e nella 4x100m misti.
- Giochi sudamericani

Medellín 2010: oro nei 50m rana, nei 100m rana e nella 4x100m misti.
Asuncion 2022: oro nei 50m rana e bronzo nei 100m rana.
- Universiadi

Belgrado 2009: argento nei 50m rana.